# Вооружённые силы Танзании
Вооружённые силы Танзании (англ. Tanzania People's Defence Force, суахили Jeshi la Wananchi wa Tanzania (JWTZ)) — военная организация Танзании, предназначенная для обороны Объединённой Республики, защиты свободы и независимости Танзании. 
Вооружённые силы один из важнейших инструментов политической власти. Основным противником ВС Танзании являются террористы, браконьеры и пираты. В 2017 году особое внимание уделялось безопасности морских перевозок. Возрастает роль Китая в обеспечении танзанийских ВС. Танзания принимает участие в международных учениях в Африке. Танзания участвует в североамериканской программе партнёрства по быстрому реагированию в Африке (US African Rapid Response Partnership) учреждённой Соединёнными Штатами Америки. Танзания предоставила военнослужащих для интервенционной бригады сил ООН (UN’s Force Intervention Brigade) в восточной части ДР Конго, в частности силы специального назначения.
Общая численность на 2017 год составляла 27 тысяч человек. Сухопутные войска насчитывали 23 тысячи, ВМС — 1 тысяча, Военно-воздушные силы — 3 тысячи, военизированные формирования полиции — 1,4 тысячи человек. В резерве находилось 80 тысяч человек.

## Общие сведения
| Вооружённые силы Танзании                                       | Вооружённые силы Танзании |
| --------------------------------------------------------------- | --- |
| Виды вооружённых сил:                                           | Сухопутные войска (англ. Tanzania Army) Военно-морское крыло (включая береговую охрану) (англ. Tanzania Naval Wing) Военно-воздушное командование (включая воздушное крыло) (англ. Tanzania Air Force Command) Национальная служба (англ. National Service ) |
| Призывной возраст и порядок комплектования:                     | Вооружённые силы Танзании комплектуются исключительно на контрактной основе лицами мужского пола. Гражданин Танзании может заключить контракт на прохождение службы по достижении 18 лет.                                                                    |
| Человеческие ресурсы, доступные для воинской службы:            | мужчины в возрасте 16—49: 9 985 445 (2010 оценочно) |
| Человеческие ресурсы, пригодные для воинской службы:            | мужчины в возрасте 16—49: 5 860 339 женщины в возрасте 16—49: 5 882 279 (2010 оценочно) |
| Человеческие ресурсы, ежегодно достигающие призывного возраста: | мужчины: 512 294 женщины: 514 164 (2010 оценочно) |
| Военные расходы — процент от ВВП:                               | 1,13 (2012) 90 место в мире |

## История
После неудавшейся попытки мятежа в 1964 году танзанийская армия была расформирована, из молодёжного крыла Африканского национального союза Танганьики были набраны новые рекруты. В течение первых нескольких лет независимости страны, численность вооружённых сил составляла около 2 000 человек (Танганьикские стрелки и небольшие военно-воздушные силы. В 1967 году в армии было четыре батальона
С 1964 по 1974 году вооружёнными силами командовал бригадный генерал Маришо Саракикья, прошедший обучение в Королевской военной академии в Сандхёрсте. В 1964 году он стал первым командиром вооружённых сил.
В 1972 году Международный институт стратегических исследований опубликовал отчёт о танзанийской армии. Численный состав: 10 000 солдат, четыре пехотных батальона, 20 танков Тип 59, 14 танков Т-62, несколько БТР-40 и БТР-152, советская полевая артиллерия и китайские миномёты.
В 1992 году МИСИ опубликовал новый отчёт. Численный состав танзанийских ВС составил: 45 000 солдат (из них 20 000 призывников), 3 дивизии, 8 пехотных бригад, одна танковая бригада, два артиллерийских дивизиона, два зенитных артиллерийских дивизиона (6 батарей), два миномётных батальона, два противотанковых батальона, один инженерный полк, один зенитный ракетный батальон с техникой С-125 и Куб. Из танков: 30 Тип 59 и 32 Т-54/55.

## Расходы
Оборонный бюджет Танзании составлял в 2017 году ~1% от ВВП государства: 1,19 трлн танзанийских шиллингов (528 миллионов долларов США) при ВВП в том же году в 116 трлн шиллингов (51,7 млрд долларов). Население государства составляло на 2017 год 53 930 935 человек.

## Сухопутные войска
СВ на 2017 год состоят из одной танковой бригады, пяти пехотных бригад, одного артиллерийского дивизиона, одного миномётного дивизиона, двух противотанковых дивизионов, одного инженерного полка батальонного размера, двух батальонов ПВО. 
Броневое и танковое вооружение и техника на 2017 год состоит из 30 Т-54/-55, 15 Type-59G TZ, 30 FV101 Scorpion, 25 Type 62, 2+ Type 63A, 10 БРДМ-2 "Ukuzaji", ~10 БТР-40/БТР-152, 4 Type 92. Артиллерия состоит из 20 гаубиц Д-30, 80 гаубиц М-30 (Type-54-1), 30 Type-59-I, 3+ миномётов Type-07PA, 58 РСЗО Град, 3 РСЗО A100, 100 82-мм миномётов M-43, 50 120-мм миномётов M-43.

## Военно-воздушные силы
Военно-воздушные силы Танзании объединяют силы противовоздушной обороны и авиации. 
Состоит из 3 истребительных эскадрилий с F-7/FT-7, FT-5, K-8 Karakorum, 1 военно-транспортной эскадрилии с Cessna 404 Titan, DHC-5D Buffalo; F-28 Fellowship; 1 F-50; Gulfstream G550; Y-12 (II) и 1 вертолётной эскадрилии с Bell 205 (AB-205); Bell 412EP Twin Huey.
ВВТ Военно-воздушных сил. Истребители: 9 F-7TN; 2 FT-7TN. Разведчики: 1 SB7L-360 Seeker. Транспортники: 2 Y-8; 2 Cessna 404 Titan; 3 DHC-5D Buffalo; 2 Y-12(II); 1 F-28 Fellowship; 1 F-50; 1 Gulfstream G550. Учебные: 3 FT-5 (JJ-5); 6 K-8 Karakorum. Вертолёты: 1 Bell 412EP Twin Huey, 1 Bell 205 (AB-205).
Средства ПВО. ЗРК: 2К12 «Куб»; С-125 «Печора». ПЗРК: 9К32 «Стрела-2». Пушечная артиллерия ПВО: 40 ЗПУ-2/ЗПУ-4, 40 ЗУ-23, 120 37-мм М-1939.

## Военно-морские силы
Флот на 2017 год оснащён 2 береговыми патрульными катерами Mwitongo (бывший Haiqing), 2 торпедными катерами Huchuan с 533-мм торпедами ASTT, 2 патрульными кораблями Ngunguri, 2 патрульными кораблями Shunghai II, 2 VT 23m, 2 амфибиями Yuchin, 1 амфибией Kasa.

## Военизированные формирования полиции
Военизированные формирования полиции состоят из 18 отрядов, включая полицейский морской отряд.
Полиция располагает авиакрылом, в составе которого 1 Cessna U206 Stationair, 2 Bell 206A Jet Ranger (AB-206A); 2 Bell 206L Long Ranger, 2 учебных Bell 47G (AB-47G)/Bell 47G2.